# Ouled Khaled
Ouled Khaled es un municipio (baladiyah) de la provincia o valiato de Saida en Argelia. En abril de 2008 tenía una población censada de 30 484 habitantes.
Se encuentra ubicado al noroeste del país, sobre la cordillera del Atlas, cerca de la costa del mar Mediterráneo, de la frontera con Marruecos y al suroeste de la capital del país, Argel.